# Dame de Pique complexe
 (mars 2008).
Si vous disposez d'ouvrages ou d'articles de référence ou si vous connaissez des sites web de qualité traitant du thème abordé ici, merci de compléter l'article en donnant les références utiles à sa vérifiabilité et en les liant à la section « Notes et références ».
La Dame de Pique complexe (en anglais : Complex Hearts) est une variante du jeu de cartes « la Dame de Pique » qui utilise un système de nombres complexes pour compter les points. Il aurait été inventé par Richard Garfield (né en 1963)[réf. souhaitée].

## Points
- Tout cœur vaut {\displaystyle 1+0i} points.
- Le valet de carreau (V♦) vaut {\displaystyle -10+0i} points.
- La dame de pique (D♠) vaut {\displaystyle 0+13i} points.
- Le dix de trèfle (10♣) multiplie le nombre de points de la levée, pour le joueur qui le récupère, par {\displaystyle 0+2i}.

Le jeu se termine lorsque les points d'un joueur dépassent 100, en valeur absolue. Le gagnant est alors le joueur dont la valeur absolue des points est la plus petite (le module d'un nombre complexe {\displaystyle a+bi} est {\displaystyle {\sqrt {a^{2}+b^{2}}}}).

## Règles
Les règles sont similaires à celle de la Dame de Pique conventionnelle, avec les différences suivantes :
- Il est possible de débuter directement une levée par un cœur si un autre cœur ou D♠ ont été défaussés précédemment (mais pas V♦ ou 10♣).
- « Déménager à la cloche de bois » requiert tous les cœurs et D♠ ; 10♣ et V♦ sont optionnels. Ceci permet au joueur de donner {\displaystyle \pm 13\pm 13i} à lui-même ou à tous les autres joueurs, le signe choisi pour chaque joueur étant à la discrétion du gagnant de la levée.
- 10♣ ne peut pas être joué lors de la première levée, sauf si le joueur qui le possède ne possède aucun autre trèfle.

## Tactique
Dans la Dame de Pique conventionnelle, toute carte à points est nuisible, sauf si le joueur tente de déménager à la cloche de bois (ou d'empêcher un autre joueur de le faire). Dans cette variante, il peut être intéressant de prendre certaines cartes à points pour réduire son score.
De façon générale :
- Un score réel positif peut être réduit en prenant V♦ sans 10♣, ou D♠ avec 10♣.
- Un score réel négatif peut être réduit à l'aide de cœurs, sans 10♣.
- Un score imaginaire positif peut être réduit avec V♦ et 10♣.
- Un score imaginaire négatif peut être réduit grâce à D♠, sans 10♣.